# FK Metallurg Lipezk
Der FK Metallurg Lipezk (russisch Футбольный клуб «Металлург Липецк») ist ein Fußballverein aus der russischen Stadt Lipezk. Die Vereinsfarben sind Schwarz-Rot.

## Vereinsgeschichte
- 1957: Trudowyje Reserwy Lipezk
- 1961: Torpedo Lipezk
- 1966: Metallurg Lipezk
- 1975: FK Nowolipezk
- 1979: Metallurg Lipezk

Der Verein wurde im Jahre 1957 als Trudowyje Reserwy Lipezk gegründet. Bis zum Zerfall der Sowjetunion spielte das Team stets in der dritthöchsten Spielklasse der UdSSR. Allerdings spielte der Verein 1973 und 1974 in der zweitklassigen Perwaja Liga. 1992 wurde die Mannschaft in die zweithöchste russische Liga aufgenommen, wo sie zwei Saisons verbrachte. 1993 belegte Metallurg den 10. Tabellenplatz in seiner Staffel und musste in die 2. Division absteigen. Erst 1996 mit dem Gewinn der Staffelmeisterschaft in der 2. Division konnte der Wiederaufstieg gefeiert werden. Seit dem Abstieg 2009 spielt der Verein erneut in der 2. Division.

## Erfolge
- Staffelmeister in der 2. Division: 1996, 2001, 2002, 2008

## Trainer
- Dschemal Silagadse (1986–1987)